# メロディー (玉置浩二の曲)
「メロディー」は、日本のシンガーソングライターである玉置浩二の楽曲。
1996年5月22日にSony Recordsから10作目のシングルとしてリリースされた。前作「STAR」（1995年）よりおよそ1年ぶりとなるシングルであり、作詞および作曲、プロデュースは玉置が担当している。
安全地帯メンバーに対する思いを表現したアコースティック・ギター演奏がメインのシンプルな構成の楽曲であり、5枚目のアルバム『CAFE JAPAN』（1996年）からの先行シングルとしてリリースされた。本作はTBS系報道番組『筑紫哲也 NEWS23』（1989年 - 2008年）のエンディングテーマおよび玉置自身が出演したTBS系東芝日曜劇場『メロディ』（1997年）の挿入歌として使用され、オリコンシングルチャートにおいて最高位49位となった。
リリース当初はヒット曲にはならなかったが、後に鈴木雅之や坂本冬美、香西かおりなどの著名な歌手にカバーされるなど広く認知されるようになった結果、玉置の代表曲の一つとなった。

## 背景
玉置が所属していた安全地帯は8枚目となるオリジナルアルバム『安全地帯VIII〜太陽』（1991年）をリリース後、デビュー10周年を記念したアコースティック楽器による演奏をメインとしたコンサートツアー「10th Anniversary Acoustic Special Night」を実施。しかし同時期に玉置は、安全地帯の活動が大規模なものとなり自身の意見をストレートにバンドに反映していく事が困難となった事や、事務所を独立させた事により周囲との意思疎通が上手くいかなかった事、時代の流れにより打ち込みが主流となっていたがそれに強い抵抗感があった事などが重なり、自身の音楽活動に強い疑念を抱いた結果、安全地帯5人だけでの演奏にこだわることや、チャリティー・コンサートばかりに執着するようになり、生活に困窮したバンドのメンバーとは次第に溝が深まっていく事態となった。そして23枚目のシングル「ひとりぼっちのエール」（1993年）のリリース後にギター担当であった武沢豊が1994年にバンド脱退を表明、以降安全地帯は活動休止する事となった。
その後1996年1月20日公開の出目昌伸監督による映画『霧の子午線』に玉置は出演したほかにテーマ曲も担当、さらに5月25日公開の長崎俊一監督による映画『ロマンス』に出演し、音楽も担当した。その他にも同年1月7日から12月22日の約1年に亘り放送されたNHK大河ドラマ『秀吉』に出演し、足利義昭を演じた。この時の玉置の演技に関して、共演した竹中直人は「ときに奇声を発する無能な義昭を見事に演じて、感動した」と述べるなど、各方面から演技力に関して高い評価を得た。

## 音楽性と歌詞
本作は玉置によるア・カペラから開始され、その後アコースティック・ギター演奏が追加されるシンプルな構成となっており、ベスト・アルバム『ALL TIME BEST』（2017年）の楽曲解説では、「玉置の歌から優しさと共に情熱が迸り、胸を打つ」と表記されている。同解説では本作が次作「田園」（1996年）と並んで名曲とされていることや、多くの歌手によってカバーされていることを表記している。音楽情報サイト『CDジャーナル』では、本作が「玉置節炸裂バラード」であり、メロディーがシンプルで飾り気がなくそれが故に玉置のボーカルの魅力が引き立てられていると主張し、卒業式や同窓会などの過去を振り返る状況で聴くことで参加者が号泣するであろうと表記している。
本作は玉置のソロ・シングルではあるが、バック演奏は武沢豊を除く安全地帯のメンバーが務めている。玉置は本作について、「いろいろと環境が変わって、その結果辛い立場にいる事になったとしても、いつも音楽だけは自分のそばにいて寄り添ってくれていた。そんな気持ちを唄にした。歌詞の中の「きみ」は僕にとっては音楽であり、安全地帯なのかもしれない」と述べている。また、玉置は自身の楽曲で最も思い入れのある曲として、本作と「田園」を挙げている。本作リリース前となる1996年4月7日放送のフジテレビ系音楽番組『ミュージックフェア』（1964年 - ）出演時には、リリースされたバージョンとは異なる歌詞で歌唱されていた。

## リリース、メディアでの使用、チャート成績
本作は1996年5月22日にSony Recordsより8センチCDとしてリリースされ、TBS系報道番組『筑紫哲也 NEWS23』（1989年 - 2008年）のエンディングテーマ曲として使用された。また、玉置自身が出演したTBS系東芝日曜劇場『メロディ』（1997年）の挿入歌として使用された。カップリング曲の「愛を伝えて」はNHK総合テレビ『バラエティーざっくばらん』（1994年 - 1996年）の1995年5月度テーマソングとして使用された。
本作はオリコンシングルチャートにて最高位49位の登場週数12回となり、売り上げ枚数は6.0万枚となった。本作の売り上げ枚数は玉置のシングル売上ランキングにおいて8位となった。また、本作は玉置のソロ・デビュー35周年記念ベスト・アルバム『THE BEST ALBUM 35th ANNIVERSARY 〜メロディー〜』（2022年）収録曲を決定するファン投票において第1位を獲得し、アルバムの副題として使用された。その他、2022年に実施されたねとらぼ調査隊による玉置のシングル曲人気ランキングでにおいても1位となった。

## ライブ・パフォーマンス
テレビ番組においては、1996年4月7日放送のフジテレビ系音楽番組『ミュージックフェア』（1964年 - ）にて歌唱したほか、2013年3月2日放送のNHK総合音楽番組『SONGS』（2007年 - ）にて安全地帯として出演し演奏、さらに2015年5月16日放送の同番組では東京フィルハーモニー交響楽団との共演で本作を披露した。2022年12月31日放送のNHK総合音楽番組『第73回NHK紅白歌合戦』に安全地帯として37年ぶりに出演した際は、前年12月17日に死去した安全地帯のドラムス担当であった田中裕二に対する楽曲として冒頭に玉置のギター弾き語りによって本作の1番のみが演奏され
、続けて「かけがえのない愛と平和を願って」とのコメントの後に「I Love Youからはじめよう」（1988年）が披露された。

## カバー

### 日本語バージョン
| 歌手名               | 年     | 収録作品                                                 | 編曲             | 備考 | 出典          |
| -------------------- | ------ | -------------------------------------------------------- | ---------------- | ---- | ------------- |
| 火野正平             | 2009年 | アルバム 『ウーマン達への子守唄』                        |                  |      |               |
| 安全地帯             | 2011年 | アルバム『安全地帯XIII JUNK』                            | 安全地帯         |      | [ 21 ] [ 22 ] |
| Yellow Studs         | 2021年 | カバー・アルバム『brand new old days』                   |                  |      | [ 23 ]        |
| ISEKI                | 2017年 | カバー・アルバム『AOR FLAVA -mellow green-』             |                  |      |               |
| 五木ひろし           | 2022年 | カバー・アルバム『DREAM -五木ひろし J-POPを唄う-』       |                  |      |               |
| 井上昌己             | 2009年 | カバー・アルバム『the covers of my color』               | 水島康貴         |      |               |
| おかゆ               | 2022年 | カバー・アルバム『おかゆウタ 〜カバーソングス2〜』       | 多田三洋         |      |               |
| 小野リサ             | 2018年 | カバー・アルバム『旅 そして ふるさと』                   | マリオ・アヂネ   |      |               |
| 上新功祐             | 2015年 | カバー・アルバム『ウタモノ1』                            |                  |      |               |
| 河口恭吾             | 2007年 | カバー・アルバム『君を好きだったあの頃』                 | KYON             |      | [ 24 ]        |
| 川崎鷹也             | 2022年 | カバー・EP『白』                                         | 武部聡志         |      | [ 25 ] [ 26 ] |
| 清木場俊介           | 2011年 | シングル「桜色舞うころ/メロディー」                      | 染谷俊、鎌田真吾 |      | [ 27 ] [ 28 ] |
| 香西かおり           | 2017年 | カバー・アルバム『香西かおり 玉置浩二を唄う』            | 久米大作         |      | [ 29 ] [ 30 ] |
| 坂本冬美             | 2021年 | アルバム『Love Emotions』                                | 坂本昌之         |      | [ 31 ]        |
| ジェジュン           | 2019年 | カバー・アルバム『Love Covers』                          |                  |      |               |
| 島田歌穂             | 2019年 | カバー・アルバム『Slow Ballade -おとこごころ-』          | 島健             |      |               |
| 島津亜矢             | 2018年 | カバー・アルバム『SINGER 5』                             | 大久保明         |      |               |
| Superfly             | 2025年 | カバー・アルバム『Amazing』                              |                  |      |               |
| 鈴木雅之             | 2016年 | シングル「泣きたいよ」                                   | 島田昌典         |      | [ 32 ]        |
| スヒョン (U-KISS)    | 2015年 | シングル「君だけを」                                     | TATOO            |      | [ 33 ] [ 34 ] |
| 超新星               | 2015年 | アルバム『SUPERNOVA Cover Collection -MALE-』            | 春川仁志         |      | [ 35 ]        |
| 中島美嘉             | 2017年 | アルバム『ROOTS〜Piano & Voice〜』                       | 河野伸           |      | [ 36 ] [ 37 ] |
| ニコラス・エドワーズ | 2018年 | カバー・アルバム『トビラウタ』                           | 佐藤準           |      |               |
| 半﨑美子             | 2020年 | カバー・アルバム『うた弁 COVER』                         | 武部聡志         |      | [ 38 ] [ 39 ] |
| 火野正平             | 2009年 | アルバム『ウーマン達への子守唄』                         | 佐孝康夫         |      |               |
| 森恵                 | 2020年 | カバー・アルバム『COVERS 2 Grace of The Guitar+』        | 大坂孝之介       |      |               |
| 山口ひろみ           | 2016年 | カバー・アルバム『ひろみっくす〜心にしみるカバー曲集〜』 | 岸本耕誌         |      |               |

### 中国語バージョン
| 歌手名             | 年     | 曲名             | 収録作品             | 備考             |
| ------------------ | ------ | ---------------- | -------------------- | ---------------- |
| 李克勤             | 1996年 | 「想你的舊名字」 | アルバム『尋最』     | 広東語バージョン |
| スン・ナン（孫楠） | 1999年 | 「風往北吹」     | アルバム『南極光』   | 北京語バージョン |
| 姜育恒             | 2010年 | 「Melody」       | アルバム『爱的痕迹』 | 北京語バージョン |

## シングル収録曲
| 全作詞・作曲・編曲: 玉置浩二。 |                                      |          |            |      |
| #                              | タイトル                             | 作詞     | 作曲・編曲 | 時間 |
| 1.                             | 「メロディー」                       | 玉置浩二 | 玉置浩二   | 4:35 |
| 2.                             | 「愛を伝えて」                       | 玉置浩二 | 玉置浩二   | 2:58 |
| 3.                             | 「メロディー」(オリジナル・カラオケ) | 玉置浩二 | 玉置浩二   | 4:35 |
| 合計時間:                      | 合計時間:                            | 12:08    |            |      |

## 参加ミュージシャン
- 田中裕二 - ドラムス
- 六土開正 - ベース
- 矢萩渉 - エレクトリック・ギター
- 玉置浩二 - エレクトリック・ギター、アコースティック・ギター、エレクトリック・ギターソロ
- 安藤さと子 - キーボード

## リリース履歴
| No. | 日付           | レーベル                       | 規格                   | 規格品番  | 最高順位 | 備考 |
| --- | -------------- | ------------------------------ | ---------------------- | --------- | -------- | ---- |
| 1   | 1996年5月22日  | Sony Records                   | 8センチCD              | SRDL-4209 | 49位     |      |
| 2   | 2013年11月27日 | ソニー・ミュージックダイレクト | デジタル・ダウンロード | -         | -        |      |

## 収録アルバム
「メロディー」
- 『CAFE JAPAN』（1996年）
- 『田園 KOJI TAMAKI BEST』（1998年）
- 『GOLDEN☆BEST 玉置浩二 1993-2007』（2011年）
- 『ALL TIME BEST』（2017年）
- 『THE BEST ALBUM 35th ANNIVERSARY 〜メロディー〜』（2022年）

「愛を伝えて」
- 『CAFE JAPAN』（1996年）